# Giulio Allori
Giulio Allori (Livorno, 22 maggio 1894 – 16 gennaio 1966) è stato un pittore italiano.
Di formazione autodidatta, è stato tra i più raffinati interpreti della maniera tonale in Toscana.

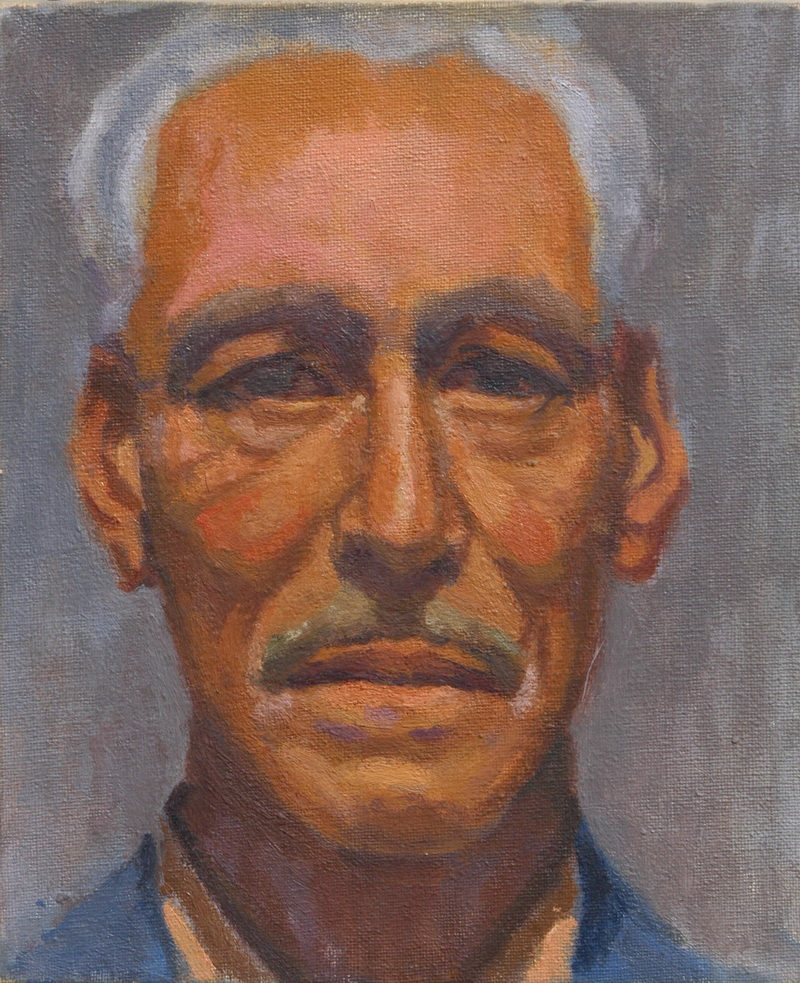
Autoritratto

## Biografia
Arruolato come soldato di fanteria durante la grande guerra e gravemente ferito sull'Isonzo, frequentò a Caserta il corso Allievi Ufficiali tornando quindi al fronte nel 1917 quale ufficiale degli alpini.
Congedato, venne assunto dalla Banca Commerciale Italiana dove lavorò ininterrottamente sino al 1954, anno del suo pensionamento. Nel 1921 sposò Lydia Guerrieri, sorella dell'avvocato penalista Aldo, personaggio assai noto a Livorno.
All'arte cominciò ad avvicinarsi come collezionista: risparmiava e appena aveva qualche soldo da parte andava da un amico pittore e gli acquistava un pezzo. Assiduo frequentatore di Bottega d’Arte, ebbe l'opportunità di conoscere e relazionare con tutti gli artisti che vi gravitavano allacciando in particolare rapporti di stima e di amicizia con Nomellini, Ulvi Liegi, Romiti, Filippelli, Benvenuti, Malesci, Michelozzi, Leonardo Tarrini e poi ancora Giulio Guiggi e lo scultore Vitaliano De Angelis.
Intorno agli anni trenta sono databili le prime prove conosciute dell'artista: bozzetti eseguiti dal vero, su tavolette di dimensioni macchiaiole.

Allori dipingerà sempre e rigorosamente dal vero per tutto l'arco della vita ispirandosi a tutte quelle zone labroniche (Tombolo, Calambrone, Montenero, Ardenza, Antignano) e a quei soggetti (il mare, le pinete, i giardini, le colline, i bagni, il porto, la Venezia) che ci sono familiari per l'attenzione che sempre hanno saputo attrarre negli artisti livornesi.
Credeva nell'Arte e per questo non lasciò mai il suo lavoro di bancario: per essere libero di dipingere quando e come voleva lui senza imposizioni e vincoli economici.
Le sue prime apparizioni a mostre collettive, come le sindacali livornesi e fiorentine, risalgono al 1934, di poi con cadenza annuale egli presenterà la sua produzione a selezionate manifestazioni espositive regionali e nazionali (Firenze, Milano, Roma, Napoli).
Nel 1946 si sentì pronto per una mostra personale ed espose, a Livorno, una trentina di opere nella saletta di Bottega d'Arte. Da allora egli terrà altre personali a Livorno, Pisa, Firenze con risultati critici lusinghieri ed anche con soddisfacenti esiti commerciali.
Nel 1965 esibirà le sue opere all'Istituto Italiano di Cultura di Lisbona in una bella Mostra organizzata dall'Ambasciata d'Italia.

Giulio Allori fece parte del Gruppo dei Vageri e dal 1961, diventato socio del Gruppo Labronico, aderì alle esposizioni organizzate dai membri del ben noto gruppo di pittori livornesi che in quelli anni solevano presentare la loro produzione alla Casa Comunale della Cultura.

Ha dipinto pressoché fino alla morte, sopraggiunta nel gennaio del 1966.

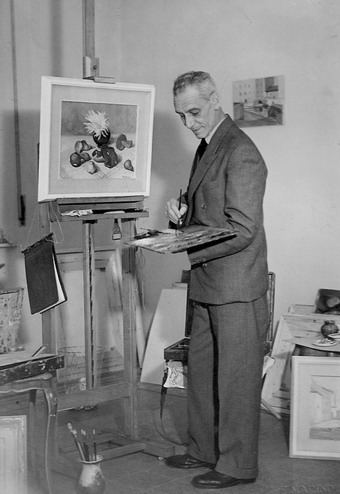
Il pittore nel suo studio

## Esposizioni
Mostre Personali
- Saletta di Bottega d'Arte, Livorno 21 dic 1946 - 8 gen 1947
- Sala d'Arte Stefano Ciardelli, Pisa 16 - 31 gennaio 1949
- Teatro de' Vari, Colle di Val d'Elsa (SI) marzo - aprile 1949
- Sala d'Arte Stefano Ciardelli, Pisa 14 - 31 maggio 1950
- Bottega d'Arte, Livorno 18 febbraio - 3 marzo 1951
- Sala d'Arte Stefano Ciardelli, Pisa 1 - 15 ottobre 1952
- Lyceum, Firenze 19 - 29 novembre 1955
- Galleria Ciardelli, Pisa 16 - 25 marzo 1957
- Galleria Ciardelli, Pisa 16 - 31 maggio 1959
- Galleria Giraldi, Livorno 1961
- Galleria Ciardelli, Pisa 14 - 31 ottobre 1961
- Palazzo Civico, Pisa 24 aprile - 5 maggio 1964
- Casa d'Italia, Lisbona maggio - giugno 1965
- Studio d'Arte dell'Ottocento, Omaggio a Giulio Allori, Livorno 5 dicembre 2004 – 31 gennaio 2005

Mostre Collettive
FIRENZE
- Sindacale 1934-1935-1936-1937-1938-1939
- Casa di Dante, Pittori livornesi, 1958
- Galleria d'Arte Internazionale, Gruppo dei Vageri, 1960

LIVORNO
- Sindacale, 1934-1935-1936-1937-1940
- Provinciale livornese, 1935 - 1939
- Marinara d'Arte, 1937
- Acque della Salute, Estate livornese, 1937
- Vecchia Livorno, 1938
- Bottega d'Arte, Artisti livornesi, 1948
- Bottega d'Arte, Artisti livornesi, 1950
- Bottega d'Arte, Mostra dei 30 anni, 1952
- Bagni Pancaldi, Pittori arrisicatori, 1958
- Mostra marinara, 1958
- Galleria Giraldi, Mostra dei 10 anni, 1961
- Bottega d'Arte, Mostra del piccolo formato, 1963
- Casa della Cultura, Gruppo labronico, 1962
- Casa della Cultura, Gruppo labronico, 1963
- Casa della Cultura, Gruppo labronico, 1964
- Rosignano, II Mostra Regionale 1948
- Rosignano, III Mostra Regionale 1949
- Rosignano, IV Mostra Regionale 1951
- Rosignano, Pittori livornesi, 1960
- Castiglioncello, Premio Romolo Monti, 1963
- Castiglioncello, Premio Romolo Monti, 1965

MILANO
- Galleria Salverei 1960

NAPOLI
- Sindacale Nazionale 1937

ROMA
- Quadriennale 1952
- Galleria 'Il Camino' 1964

VIAREGGIO (LU)
- Bottega dei Vageri, Antologia di pittori livornesi, 1956